# Plush (singel)
Plush – drugi singiel z płyty Core zespołu Stone Temple Pilots. Został wydany w 1993 roku, uplasował się na 1. miejscu w Stanach Zjednoczonych na liście Mainstream Rock Tracks oraz wygrał nagrodę Grammy w kategorii Best Hard Rock Performance w 1994 roku. Piosenka ta została wykorzystana w grze Grand Theft Auto San Andreas w „Radio X”.